# كشف النقاط المميزة
كشف النقاط المميزة: مصطلح حديث في الإبصار الحاسوبي يشير إلى كشف النقاط المميزة من أجل المعالجة اللاحقة. النقطة المييزة هي نقطة من الصورة والتي يمكن وصفها بشكل عام على النحو التالي:

- لها تعريف واضح، ويفضل معروف جيداً بشكل رياضي.
- لها موقع معرف جيداً في فضاء الصورة.
- بنية الصورة المحلية المحيطة بالنقطة المميزة غنية من حيث محتوى المعلومات المحلية (مثال: نسيج ثنائي البعد ذو أهمية)، مثل استخدام النقط المميزة لتبسيط المعالجة في نظام الرؤية (الإبصار).
- مستقر حتى في الاضطرابات المحلية والعامة في مجال الصورة مثل تغيرات الإضاءة والسطوع، إذ يمكن حساب النقاط المميزة بشكل موثوق مع درجة عالية من التكرار.
- اختيارياً، يجب أن تحتوي النقاط المميزة سمة من الحجم لجعل حساب النقاط المميزة ممكناً في الصور الواقعية والتي تحوي تغيرات كبيرة.

تاريخياً، يعود مفهوم النقاط المميزة إلى فكرة سابقة هي الكشف عن الزاويا، حيث تكشف ميزات الزاوية -في العمل المبكر- الهدف الأساسي المتمثل في الحصول على ميزات صورة قوية ومستقرة ومحددة جيداً لتتبع الأشياء والتعرف ثلاثي الأبعاد باستخدام الحاسوب من خلال صور أشياء ثنائية الأبعاد. ولكن من الناحية العملية فإن معظم أجهزة الكشف عن الزاوية حساسة ليس فقط على الزوايا وإنما أيضاً في مناطق الصور المحلية التي تتسم بدرجة عالية من التباين في جميع الاتجاهات.
ويعود استخدام النقاط المميزة أيضاً إلى مفهوم المناطق المميزة، التي استخدمت للإشارة إلى وجود الأشياء، التي كثيراً ما اُصطلح أنها خرج خطوة كشف بلوب. في حين لم تُضمن كواشف بلوب ضمن صنف معاملات النقاط المميزة، إذ لا يوجد سبب دقيق لاستبعاد واصفات بلوب من هذا التصنيف. وفيما يتعلق بأكثر أنواع كواشف البلوب شيوعاً هو واصف البلوب، يكون لكل واصف نقطة محددة جيداً، يمكن أن تتطابق مع حد أقصى محلي، أو حد أقصى محلي في استجابة المعامل أو مركز ثقل غير محدد -infinitesimal المنطقة.
من ناحية أخرى فإن واصفات بلوب تقوم بتلبية معايير النقطة المميزة المحددة أعلاه.